# Heiner Boberski
Heiner Boberski (* 9. November 1950 in Linz) ist ein österreichischer Sachbuchautor.
Boberski absolvierte ein Studium der Theaterwissenschaft und Anglistik an der Universität Wien. 1977 wurde er mit einer Arbeit über Das Theater der Benediktiner an der alten Universität Salzburg promoviert. 1978 trat er in die Redaktion der Wochenzeitung „Die Furche“ ein, der er bis Ende 2001 – von Juni 1995 an als Chefredakteur – angehörte. Er arbeitete von 2004 bis 2015 als Journalist bei der Wiener Zeitung. Boberski ist verheiratet und hat drei Kinder.

## Auszeichnungen
- 1977: Förderungspreis des Landes Salzburg
- 1977: Staatspreis für publizistische Leistungen im  Interesse der Geistigen Landesverteidigung
- 1979: Staatspreis für publizistische Leistungen im  Interesse der Jugend
- 1980: Förderungspreis des Erzbischof-Rohracher-Studienfonds
- 1981: Kardinal-Innitzer-Förderungspreis für wissenschaftlich fundierte Publizistik[2]
- 1984: Staatspreis für publizistische Leistungen im  Interesse von Wissenschaft und Forschung[3]
- 1994: Leopold-Kunschak-Förderungspreis
- 1997: Staatspreis für publizistische Leistungen im Interesse der Familie

## Veröffentlichungen
- Das Theater der Benediktiner an der alten Universität Salzburg (1617–1778). Wien 1978.
- Das Engelwerk. Ein Geheimbund in der katholischen Kirche? Salzburg 1990.
- Die Divisionäre des Papstes. Bischofsernennungen unter Johannes Paul II. Salzburg 1992.
- Das Engelwerk. Theorie und Praxis des Opus Angelorum. Salzburg 1993.
- Der nächste Papst. Die geheimnisvolle Welt des Konklave. Salzburg 1999.
- Mythos Marathon. 2500 Jahre Langstreckenlauf. St. Pölten 2004.
- Adieu Spaßgesellschaft. Wollen wir uns zu Tode amüsieren? Wien-Klosterneuburg 2004.
- Habemus Papam. Papstwahlen von Petrus bis Benedikt XVI. Wien 2005.
- Mächtig – Männlich – Mysteriös. Geheimbünde in Österreich. Salzburg 2005. (mit Gnaiger/Haidinger/Schaller/Weichinger)
- Geheimnis Vatikan. Salzburg 2006. (mit Bruckmoser/Pfeifer)
- Weltmacht oder Auslaufmodell. Religionen im 21. Jahrhundert. Innsbruck 2013. (mit Bruckmoser)